# El casamiento de Chichilo
 El casamiento de Chichilo  es una película argentina del género de comedia filmada en blanco y negro dirigida por Isidoro Navarro sobre su propio guion escrito en colaboración con Mario Folco, que se estrenó el 10 de marzo de 1938 y que tuvo como protagonistas a Leopoldo Simari, Nélida Franco, Héctor Palacios, Sabina Olmos, Marcos Zucker y Gogó Andreu. 
La película, que se basa en un sainete de mucho éxito de Mario Folco que había sido estrenado quince años antes, se mantiene fiel al original. Sus diálogos resultaban difíciles de seguir por la jerga utilizada.

## Reparto
- Leopoldo Simari
- Nélida Franco
- Héctor Palacios
- Alfredo Mileo
- Antonia Volpe
- Froilán Varela
- Rosa Volpe
- Sabina Olmos
- Marcos Zucker
- Pascual Ferrandino
- Pepito Petray
- Gogó Andreu
- Álvaro Escobar
- Lucha Sosa